# Аляска (залив)
Аля́ска (англ. Gulf of Alaska) — залив Тихого океана, ограниченный береговой линией от полуострова Аляска и острова Кадьяк на западе до архипелага Александра на востоке. Площадь по разным данным от 384 тыс. км² до 1,533 млн км². Глубина до 4000 метров. Главные порты: Сьюард, Принс-Руперт (Канада).

## География и гидрография
Международная гидрографическая организация определяет границы залива Аляска следующим образом:
На севере. Побережье Аляски.
На юге. Линия, проведенная от мыса Спенсер, северной границы прибрежных вод юго-восточной Аляски и Британской Колумбии, до мыса Кабуч, юго-восточной границы Берингова моря, так, чтобы все соприкасающиеся острова входили в залив Аляски.
В информационной системе географических названий и в Геологической службе США определяют залив Аляски как ограниченный на севере берегом Аляски и на юге линией, идущей от южной оконечности острова Кадьяк на западе до пролива Диксон-Энтранс на востоке. Океанографически залив Аляска определяется как акватория, занимаемая Аляскинским круговоротом (известным также как Восточный субарктический круговорот) — гигантским циклоническим (дижущимся против часовой стрелки) завихрением относительно малосолёной воды, образованным благодаря господствующим ветрам. В этом случае южная граница залива проходит между 50° и 52° с. ш., параллельно направленному на восток течению, отделяющему его от остальной северной акватории Тихого океана. Западная граница залива размещается разными источниками между 165° и 170° з. д. (у некоторых авторов — вплоть до 180° з. д.).
Из-за плохо определённой южной границы залива оценки его площади сильно различаются. Согласно Британской энциклопедии, площадь залива 1,533 млн км², в Большой российской энциклопедии даётся в несколько раз меньшая оценка — 384 тыс. км². Согласно этому же источнику, ширина залива у входа — более 2200 км. Более 75 % дна представляют собой абиссальную равнину, где глубины уменьшаются от 4 км на юго-западе (максимальная глубина — 4929 м) до 2,5 км на севере и вдоль материкового подножия. Равнину пересекают несколько трещиноватых зон, часты гайоты — изолированные подводные вершины, некоторые из которых поднимаются над общим уровнем дна на высоту до километра. Подводная окраина материка между абиссальной равниной и шельфом крутая, на протяжении 100 км или менее глубины уменьшаются с 2500 до 250 м. За ясно выраженной бровкой шельфа, расположенной на глубинах от 200 до 300 метров, уклон дна становится значительно более пологим. Площадь шельфа залива Аляска — порядка 37 тыс. км², или 12,5 % от площади всего шельфа США, его ширина варьирует от 5 км у островов Королевы Шарлотты на юго-востоке до более чем 200 км у острова Кадьяк на северо-западе. Шельф снова сужается дальше на запад, полностью сходя на нет у узкого и мелководного пролива Унимак, соединяющего залив Аляска с Беринговым морем. Почти на всём протяжении шельфа, даже всего в нескольких километрах от берега, глубины меняются мало, оставаясь в диапазоне 150—250 м. Шельф рассекают многочисленные желоба и ущелья, образующие сеть каналов между островов архипелага Юго-Восточной Аляски и архипелагов Шумагина и Семиди. В заливе расположены также остров Кадьяк, архипелаг Александра и острова Королевы Шарлотты.
Континентальное побережье крайне неправильной формы, иссечено фьордами, бухтами и мысами. Два крупнейших внутренних залива — Принс-Уильям на крайнем севере акватории (при размерах примерно 60 на 90 км обладающий характеристиками внутреннего моря) и залив Кука на северо-западе (длиной около 275 км при ширине от 30 до 70 км). Вдоль всего побережья расположены протяжённые горные массивы. На востоке это северные отроги Каскадных гор, тянущиеся до юга Центральной Аляски, а на западе — Алеутский хребет. Высоты гор к востоку и северу от залива колеблются от 3 до 6 км, а в районе Алеутского хребта достигают 1 км. Многочисленные ледники, которыми покрыты горы, занимают около 20 % площади водосборного бассейна залива Аляска, образуя третье в мире по размерам ледниковое поле. Среди них — ледник Хаббард, самый большой долинный ледник в Северной Америке.
Ветвь направленного на восток Северо-Тихоокеанского течения, поднимающаяся на север вдоль континентального побережья, известна как Аляскинское течение. Течение затем поворачивает на запад вдоль побережья полуострова Аляска и Алеутских островов. Спецификой гидрографической ситуации в залив являются крупные (до 150—200 км в диаметре) вихревые течения, формирующиеся на юго-востоке его акватории и медленно (со скоростью 2—3 см/с) продвигающиеся вдоль континентального побережья на север, а затем на запад, прежде чем распасться. Приливы полусуточные (высотой до 12 м и смешанные (до 6,8 м).
Большие объёмы осадков на склонах гор, окружающих залив, питают многочисленные реки, впадающие в него. Благодаря этому вдоль побережья формируется зона с очень низкой солёностью воды. Эту воду несёт на запад прибрежное Аляскинское течение. В южном направлении температура и солёность воды быстро повышаются. Среди основных источников стока — ледники Беринг и Маласпина, реки Алсек и Коппер в северной части залива и реки Кник, Матануска и Суситна, впадающие в залив Кука. Со стоком в воды залива попадает большое количество наносных веществ: хотя общий водосборный бассейн таких рек как Коппер, Суситна и Стикин составляет только 4 % от площади бассейна Миссисипи, объём наносных веществ в их водах соответствует трети объёма наносных веществ в стоке Миссисипи.
С метеорологической точки зрения Аляскинский залив является крупным источником штормов, которые двигаются в южном направлении вдоль берегов Британской Колумбии, штатов Вашингтон и Орегон. Многие сезонные ливни на северо-западном побережье Тихого океана приносятся из Аляскинского залива.

## Экология и экономическое значение
Шельф залива Аляска изобилует подводными банками и гребнями, некоторые из которых (в частности банка Портлок северо-западнее острова Кадьяк и банка Алсек к югу от Якутата) имеют важное значение для рыболовецкого промысла. В целом весь залив Аляска, в особенности в его шельфовой части, представляет собой богатый рыбой регион. По данным на 1992 год, ежегодный вылов рыбы и морепродуктов в заливе превышал 300 г на 1000 м³ объёма воды, а за 2002 год было добыто 5,1 млрд фунтов (2,3 млн тонн) рыбы и морепродуктов, или 54 % от общего объёма, доставленного в порты США, в том числе 92 % от общего объёма добытых в США тихоокеанских лососёвых. В число важнейших промысловых видов, добываемых в заливе Аляска, входят крабы (в частности камчатский, Chionoecetes и Metacarcinus magister), креветки, минтай, тихоокеанская треска, северный однопёрый терпуг, нерка, горбуша и тихоокеанский белокорый палтус. Пролив Шелихова между полуостровом Аляска и островом Кадьяк — важный район нереста лососёвых рыб. С 1980 года многие прибрежные острова северо-западной и северной части залива отнесены к Аляскинскому морскому национальному заповеднику.
Аляскинский залив считается перспективным с точки зрения запасов углеводородов. Только в заливе Кука с начала разработки месторождений в 1958 году до 2011 года было добыто более 1,3 млрд баррелей нефти, 7,8 трлн кубических футов (2,2 трлн м³) природного газа и 12 тыс. баррелей газового конденсата. По оценке 2011 года, запасы неразведанной нефти в этом районе колебались между 0,1 и 1,3 млрд баррелей нефти, между 5 и 40 млрд кубических футов природного газа и от 6 до 121 млн баррелей газового конденсата. Добыча нефти на шельфе залива Аляска сопряжена с возможными отрицательными экологическими последствиями: так, в 1989 году крушение танкера «Эксон Валдиз» у северного побережья залива привело к разливу большого количества нефти и крупномасштабной экологической катастрофе. В результате разлива нефти погибли приблизительно 250 тысяч морских птиц, 3000 каланов (40 % всей региональной популяции), сотни тюленей и десятки косаток. Тяжёлый ущерб был нанесён промыслу лососёвых и тихоокеанской сельди, многие рыболовецкие хозяйства обанкротились. Восстановление популяции каланов в регионе заняло 25 лет, популяция сельди не восстановилась полностью до 2018 года.

## Топонимика
Находящиеся в заливе бухта Делфин (58°23′ с.ш., 152°27′ з.д.), мыс Делфин (58°22′ с.ш., 152°26′ з.д.) и остров Делфин (58°21′ с.ш., 152°29′ з.д.) названы в честь корабля РАК «Дельфин», спущенного на воду в Русской Америке в 1795 году; названия топонимам присвоены в 1934 году.
Бухта Коровина (55°23′ с.ш., 160°10′ з.д.) названа в 1915 году по фамилии русского морехода Ивана Коровина, который в 60-х годах XVIII века провёл три года на Алеутских островах. В честь него же названы остров Коровина (55°25′ с.ш., 160°10′ з.д., название присвоено во второй половине XVIII века) и пролив Коровина (55°23′ с.ш., 160° з.д., название присвоено в 1903 году).
Расположенный в заливе остров Деранова [Яичный] (57°58′ с.ш., 152°53′ з.д.) назван в 1899 году американской экспедицией Гарримана по фамилии Ивана Деранова, организовавшего на этом острове лисью ферму. В честь него же названы скалы Деранова (57°58′ с.ш., 152°53′ з.д., название скалам присвоено в 1910 году Береговой службой США).
Ледник Дорошина (59°30′ с.ш., 151°13′ з.д.) назван в 1880 г. У. Доллом по фамилии горного инженера П. П. Дорошина, производившего в 1850—1851 г. поиски золота на Кенае.
Ледник Динглштадт (59°45′ с.ш., 150°30′ з.д.) назван в 1913 г. геологом Бруксом по фамилии штурмана РАК Дингельштедта (фамилия на карты наносится с искажением).
Расположенные в заливе банка Инискин (59°37′ с.ш., 153°28′ з.д.), бухта Инискин (59°41′ с.ш., 153°25′ з.д.), остров Инискин (59°37′ с.ш., 153°25′ з.д.) и расположенные в окрестностях залива река Инискин (59°47′ с.ш., 153°27′ з.д.) и скала Инискин (59°37′ с.ш., 153°25′ з.д.) названы до 1900 г. по фамилии русского торговца Инишкина (Инюшкина).
Расположенная в окрестностях залива гора Кашеварова (57°40′ с.ш., 152°40′ з.д.) названа в 1940 году Береговой службой США по фамилии священника на острове Кадьяк креола П. Р. Кашеварова (1858—1936).
Мыс Костромитинова (58°05′ с.ш., 152°33′ з.д.) назван американцами по фамилии правителя Кадьякской и Ново-Архангельской конторы РАК И. С. Костромитинова.